# فنة العريمية
فنه بنت عبد الله آل فنه العريمي، طبيبة وإعلامية عمانية، ولدت في 23 يوليو 1973، متزوجة ولديها أبناء ، رئيسة رابطة تعزيز الصحة العامة العمانية التابعة للجمعية الطبية العمانية. تملك خبرة 15 عاما في مجال تعزيز وتثقيف المجتمع بأنماط الحياة الصحية والتعامل مع الامراض الوبائيات وهي طبيبة استشارية الصحة العامة وطبيبة أسرة. وخبيرة التدابير الصحية المتكاملة للأطفال ما دون الخامسة وزارة الصحة. ورئيسة رابطة تعزيز الصحة العامة العمانية التابعة للجمعية الطبية العمانية.  ومقدمة برنامج (صحتنا) الذي يقدم المشورة الطبية والقضايا الصحية في المجتمع في الإذاعة العمانية والتلفزيون العماني.

## المؤهلات الدراسية
درست فنه العريمي الطب في كلية الطب والعلوم الصحية في جامعة السلطان قابوس وتخرجت في 8 نوفمبر -1998 بدرجة بكالوريوس العلوم الصحية بتقدير جيد. وفي عام 2003 حصلت على دبلوم الكلية الملكية للأطباء والجراحين في جلاسكو في صحة الطفل وفي 18 يونيو 2003 تمكنت فنه العريمي من اجتياز اختبار كلية الطب بجامعة ويلز الجزء الأول من MPH. وأنهت فنه العريمي دراسة تخصص طب الأسرة والمجتمع من المجلس العماني للتخصصات الطبية في عام 2005  وحصلت على درجة ماجستير في الصحة العامة من جامعة ويلز ،المملكة المتحدة 2005، كما حصلت على شهادة دبلوم في علاج السكري في الرعاية الصحية الاولية من المملكة المتحدة 2004 و طالبة دكتوراة حاليا في الصحة العامة للأطفال من جامعة ويلز ترنيتي سانت ديفيد المملكة المتحدة متوقع تخرجها عام 2021.
الخبرة
فنه العريمي حاصلة على خبرة 15 عاما في مجال تعزيز وتثقيف المجتمع بأنماط الحياة الصحية والتعامل مع الامراض والوبائيات ، تدرجت الخبرة العملية لفنه العريمي عبر العديد من المناصب والوظائف، فخلال الفترة 1998-1999 أصبحت طبيب متدرب في وزارة الصحة ، وخلال 1999-2000  عينت فنه العريمي كموظف طبي متدرب في مركز معبيلة الصحي، ومنذ أغسطس (2000-2005) تم إلحاقها بقسم الأمراض الباطنية بمستشفى الرستاق لمدة 4 أشهر بقسم الأطفال بمستشفى القوات المسلحة وقسم التوليد وأمراض النساء بالمستشفى السلطاني والطب النفسى (جامعة السلطان قابوس) والحوادث والطوارئ (جامعة السلطان قابوس) والأنف والأذن والحنجرة وطب العيون الأمراض الجلدية (مستشفى النهضة). وفي الفترة 2005-2007 أصبحت فنه العريمي مدير الخدمات الصحية بولاية مطرح التابع للمديرية العامة للخدمات الصحية بوزارة الصحة. وأصحبت فنه العريمي مدير إدارة الشؤون الصحية بالخدمات الصحية العامة بمحافظة مسقط خلال الفترة 2007- 2011م ومنذ 2011 وحتى اليوم وهي تعمل طبيب استشاري الصحة العامة وطب الاسرة وخبيرة التدابير الصحية المتكاملة للأطفال ما دون الخامسة في وزارة الصحة ضمن فرقة العمل الوطنية للتدبير المتكامل لصحة الطفل ،حيث تقوم فنه العريمي بتنفيذ سياسة التدبير المتكامل لصحة الطفل في جميع معاهد الرعاية الصحية الأولية في جميع أنحاء السلطنة، كما تعمل على مراجعة الكتيبات الإرشادية للتدبير المتكامل لصحة الطفل في وزارة الصحة، والإشراف على التدريب المهني الصحي على الخطوط الإرشادية المحدثة للتدبير المتكامل لصحة الطفل وتقوم بتمثيل التدبير المتكامل لصحة الطفل التابع لوزارة الصحة في أي اجتماع أو ورشة عمل أو مؤتمر محليًا ودوليًا
  كما تم تعيينها رئيس رابطة تعزيز الصحة العامة العمانية التابعة للجمعية الطبية العمانية. ومنذ عام 2005 عملت فنه العريمي كمعدة ومقدمة برنامج (صحتنا) الأسبوعي والذي يقدم المشورة الطبية للمستمعين والمشاهدين واستضافة الأطباء من عمان للحديث عن القضايا الطبية في البلاد، حيث عرض البرنامج على التلفزيون الوطني العماني منذ عام 2005 حتى عام 2009، ومن عام 2009 حتى اليوم يعرض البرنامج أسبوعيًا على إذاعة عمان العامة. ويومياً خلال شهر رمضان المبارك على إذاعة الشباب.
أبرز الأعمال:
استطاعت فنه العريمي بخبرتها ورئاستها لرابطة تعزيز الصحة العامة العمانية أن تنجح في توعية المجتمع وتثقيفهم حول تطبيق الإجراءات الاحترازية واتباع إرشادات اللجنة العليا خلال فترة الجائحة حيث ركزت في الرابطة على عدد أمور منها: تعزيز الوعي الصحي المجتمعي منذ بداية تفشي الجائحة وذلك عن طريق المشاركة المباشرة للمجتمع في إعداد وتصميم وتنفيذ ونشر جميع الرسائل الصحية المرتبطة بفاشية كورونا وبجميع اللغات الثمانية العالمية، والقيام بزيارات و متابعة مباشرة مع مجموعة من الزملاء والزميلات من الكادر الصحي بجميع محافظات السلطنة لنشر الوعي الصحي حول الوقاية من الجائحة، كما أشرفت على تدريب العاملين الصحيين وبشكل مستمر في إيصال رسالة التوعية الصحية بجميع اللغات العالمية الثمانية وتسخير كافة وسائل التواصل الإعلامي المرئي والمسموع ووسائل التواصل الاجتماعي لإيصال هذه الرسائل التوعوية.
الجوائز والإنجازات:
حصلت فنه العريمي على العديد من الجوائز على تميزها، ففي عام 2007م فازت عن أفضل برنامج تلفزيوني في التوعية المجتمعية، وفي 2011 حصلت على جائزة المجتمع النسائي العماني. وفي عام 2017م نالت جائزة يوم المرأة العمانية. كما فازت بأفضل البرامج الإذاعية للتوعية الطبية عام 2018م، وفي عام 2020 حازت على جائزة امرأة العام من وزارة الصحة، وفي عام 2021 نالت جائزة امرأة العام كوفيد 19
كما نالت فنه العريمي العديد من شهادات الشكر والتقدير على مشاركاتها في المؤتمرات والندوات المحلية والدولية.
المشاركات المحلية والعالمية:
قدمت فنه العريمي العديد من الندوات والمحاضرات التوعوية حول العديد من القضايا الطبية، كما شاركت في العديد من المؤتمرات والندوات الإقليمية والعالمية المعنية بصحة الأسرة وصحة الطفل، وأدارت العديد من الندوات والبرامج الحوارية المباشرة والافتراضية حول العديد من المواضيع لصحية مثل أمراض السكري والأمراض غير المزمنة، والتوحد ورعاية المسنين وغيها من المواضيع الطبية
المنشورات والمقالات الطبية:
نشرت فنه العريمي عددا من المقالات الطبية وأوراق العمل تتطرق لعدد من العناوين الهامة أبرزها صحة الطفل والتي تم نشرها في المجلات المختلفة